# Michel Matte
Pour les articles homonymes, voir Matte.
Michel Matte (né le 12 décembre 1949 à Saint-Alban dans la région de Portneuf) est un homme politique québécois.
Il a été député libéral à l'Assemblée nationale du Québec représentant la circonscription de Portneuf. Il a été élu une première fois lors de l'élection de 2008, a été défait en 2012 par Jacques Marcotte de la Coalition avenir Québec, puis a regagné son siège contre ce dernier en 2014.

## Biographie
Michel Matte obtient un baccalauréat en éducation physique à l'Université du Québec à Trois-Rivières en 1974 et une maîtrise en administration scolaire à l'Université Laval en 1984.
Entre 1974 et 1997, il est enseignant, puis directeur d'école, directeur des ressources humaines, et directeur général à la Commission scolaire Grand-Bois. Il est ensuite directeur général adjoint à la Commission scolaire de Portneuf.
En 1996, il est président fondateur de la Chambre de commerce du secteur ouest de Portneuf.
De 1997 à 2006, il est conseiller en placement.

### Carrière politique
De 1997 à 2008, il est maire de Saint-Marc-des-Carrières. Il est également préfet de la municipalité régionale de comté de Portneuf de 2005 à 2008. Il se lance en politique provinciale en 2008, où il est élu député libéral dans Portneuf. Il est défait en 2012, mais est réélu dans la même circonscription en 2014. Pendant ses mandats, il est adjoint parlementaire au ministre responsable des Affaires intergouvernementales canadiennes et de la Francophonie canadienne et ministre responsable de la Réforme des institutions démocratiques et de l'Accès à l'information du 16 février 2011 au 1er août 2012, ainsi que vice-président de la Commission des relations avec les citoyens du 16 septembre 2015 au 23 août 2018. Il ne s'est pas représenté en 2018.